# هانا آسپدن
هانا آسپدن (انگلیسی: Hannah Aspden؛ زادهٔ ۱۱ ژوئن ۲۰۰۰) ورزشکار اهل ایالات متحده آمریکا است.

## جوایز
وی از برندگان مدال‌های بازی‌های پارالمپیک تابستانی ۲۰۱۶ است. وی در مسابقات کشوری و بین‌المللی در مجموع برندهٔ ۲ مدال طلا، ۱ مدال نقره، ۱ مدال برنز شده است.